# Золотиловы
Золотиловы — старинный русский дворянский род.

## Сведения о роде
Первые сведения о Золотиловых, встречаются в Смоленской десятне 1574 года:
6 десятня — «Иван Яковлев сын Золотилов: жил на Золотом враге»;
28 десятня — «Аким Иванов сын Золотилов: жил на Золотом враге»;
30 десятня — «Нарятчик Федка Износов Золотилов прозваньем по речке Золотом; Фома Тихонов сын Золотилов»;
«Список тогож розбору недорослям» — Фадей Никифоров сын Золотилов;
По данным этого источника, дается даже объяснение происхождения фамилии Золотиловы — «Золотилов прозваньем по речке Золотом».
Следующим по времени источником является Десятня 7114 (1605/06) года по Смоленску:
По 350 четвертей — Антон Матвеев сын Золотилов (По «Вахрамеевскому списку» после А. М. Золотилова записан Иван Васильев сын Золотилов);
С отцовского с 350 четвертей — Казарин Василев сын Золотилов;
По 250 четвертей — Матюшка Осипов сын прозвище Автамонов сын Золотилов;
По 200 четвертей — Микифор Иванов сын Золотилов;
По 150 четвертей — Тихон Антонов сын Золотилов; Данило Иванов сын Золотилов.
В период Смутного времени Золотиловы принимали активное участие в событиях тех лет. «При Смоленской обороне 1609—1611 гг., из Смоленского уезда набирались в основном представители низших сословий. 112 человек составляли земцы. По поводу их социального положения в исторической литературе имеются разногласия. В. П. Мальцев относит их к представителям смоленских дворян, владевших землей до составления десятни. Б. Д. Греков считает земцев мелкими собственниками земельных владений, которые обрабатывали землю собственным трудом». В число этих земцев входили и Золотиловы. «Братья Иван и Атаман Васильевичи Золотиловы были четвертчиками царя Василия с окладами 9 рублей (Иван был городовой сын боярский с окладом 350 четей, а Атаман в десятню 1605/06 года не попал)».
«Атаман Васильев сын Золотилов. 121-го (1613) февраля в 18 день при боярех по памяти за приписью дияка Ивана Булыгина за подмосковные службы 120-го (1611/12) и 121-го (1612/13) году придано ему к 9 рублем 2 рубли, а в книге 118-го (1609/10) году те статьи по 9 рублев в разоренье пропали, и при государе о справке памяти не принашивал. Иван Васильев сын Золотилов. 121-го (1613) февраля в 18 день при боярех по памяти за приписью дияка Ивана Булыгина за подмосковные службы 120-го (1611/12) и 121-го (1612/13) году придано ему к 9 рублем 2 рубли, а в книге 118-го (1609/10) году те статьи по 9 рублев в разоренье пропали, и при государе о справке памяти не принашивал».
Поместья от короля Сигизмунда получили их сыновья: Матвей Атаманович и Данила Иванович (соответственно: городовой 250 четей и новик 150 четей).
«Матвею и Данилу Золотиловым на поместья изменничьи, Микифоровское Поганцова и Игната Гольского, в Смоленском уезде, в Бережнянском стану, чим тот Микифор владел, и в Ветлицком стану треть деревни Девятой, чим владел Игнатей Гольский, да в том же стану Ветлицком Григорьевское поместье Болашова, а тые изменники померли».
«Данилу Иванову сыну и Матвею Атаманову Золотиловым даны поместья, Осиповское поместье Бакина, в Смоленском уезде, в Молоховском стану, а того Осипа убили, а поместья его 80 четвертей, да в Еленском стану Ивановское поместье Кошелева, сельцо Вешняки (а того Ивана не стало) со всими того принадлежностями и пожитками».
В августе 1615 года верстали новыми окладами смолян «за новгородскую и бронницкую службы», то есть участников похода на Новгород 1613 года с князем Трубецким. Как придача к старому окладу, так и новое жалование за бои под Бронницами составляли 5 рублей. Но были и случаи особого пожалования. Так, Матвей Атаманович Золотилов уже 13 июля 1614 получил новое жалование 7 рублей за бронницкую службу и «за раны». Впоследствии он вместе со всеми получил придачу за бронницкую службу в августе 1615 года — но уже только 2 рубля.
«Большинство волостей Белоозера перешло во владение помещиков в период (1613—1615), сразу же после изгнания польских интервентов. В (1613) было испомещено 230 человек смольнян, так как были за ними поместья в Смоленске, и теми де их поместьями владеют литовские люди». Среди прочих смоленских помещиков, получивших поместья в Белозерском уезде, были Золотиловы. Сведения о них содержатся в ''Платежнице Белозерского уезда с книг и дозору Михаила Матвеевича Беклемишева да Третьяка Копнина 124-го году (1615/1616), что за кем в Белозерском уезде в поместьях и в вотчинах порознь сошного письма и четвертных пашни в живущем. И что в которой волости с рыбных ловель и сенных покосов, и с оброчных пустошей, и с мельниц денежных оброков и пошлин'' (РГАДА, ф.1107, д.115).
Стан Надпорожский, Озацкая вол. — Никифор Иванов сын Золотилов; вол. Федосьин городок — Тихон Атаманов сын Золотилов; Ирдомская вол. — Смирной Атаманов сын Золотилов; Заозерский стан, вол. Липин Бор — Матвей Атаманов сын Золотилов.
История дворянского рода этой фамилии начинается от Григория Тихонова Золотилова, который высочайшим указом был жалован населёнными поместьями (1654).
Род дворян Золотиловых был внесён Губернским дворянским депутатским собранием в VI часть дворянской родословной книги Вологодской губернии Российской империи.

## Описание герба
На щите, разделенном горизонтально надвое, в верхней половине в голубом поле, изображён в сиянии золотой крест, окруженный серебряными облаками, a в нижней половине, в красном поле, крестообразно положены чёрное орлиное крыло с серебряною шпагою, а под ними золотой полумесяц рогами вверх.
На щите дворянский коронованный шлем. Намёт на щите голубой и красный, подложенный серебром. Герб дворянского рода Золотиловых был записан в Часть VII Общего гербовника дворянских родов Всероссийской империи, страница 104.

## Известные представители
- Золотиловы: Иван и Григорий Тихоновичи — московские дворяне (1662—1677).
- Золотилов Аникей Гаврилович — московский дворянин (1671—1677).
- Золотиловы: Григорий Григорьевич, Григорий и Гаврила Дмитриевичи, Алексей Иванович — стряпчие (1692).
- Золотилов Тихон Григорьевич — московский дворянин (1692)[10].